# Jackson County (Minnesota)
Das Jackson County ist ein County im US-amerikanischen Bundesstaat Minnesota. Im Jahr 2020 hatte das County 9989 Einwohner und eine Bevölkerungsdichte von 5,5 Einwohnern pro Quadratkilometer. Der Verwaltungssitz (County Seat) ist Jackson.

## Geografie
Das County liegt im Süden von Minnesota, grenzt an Iowa und ist im Westen etwa 80 km von South Dakota entfernt. Es hat eine Fläche von 1863 Quadratkilometern, wovon 46 Quadratkilometer Wasserfläche sind.
Das County wird vom Des Moines River durchflossen, der weiter südlich an der Grenze von Iowa zu Missouri von rechts in den Mississippi mündet.
An das Jackson County grenzen folgende Nachbarcountys:
|                       | Cottonwood County       | Watonwan County     |
| Nobles County         |                         | Martin County       |
| Osceola County (Iowa) | Dickinson County (Iowa) | Emmet County (Iowa) |

## Geschichte
Das Jackson County wurde am 23. Mai 1857 aus Teilen des Brown County gebildet. Benannt wurde es, ebenso wie die Bezirkshauptstadt, nach Henry Jackson, einem Mitglied der ersten territorialen Verwaltung von Minnesota.
Sechs Bauwerke und Stätten des Countys sind im National Register of Historic Places eingetragen (Stand 29. Januar 2018).

## Demografische Daten

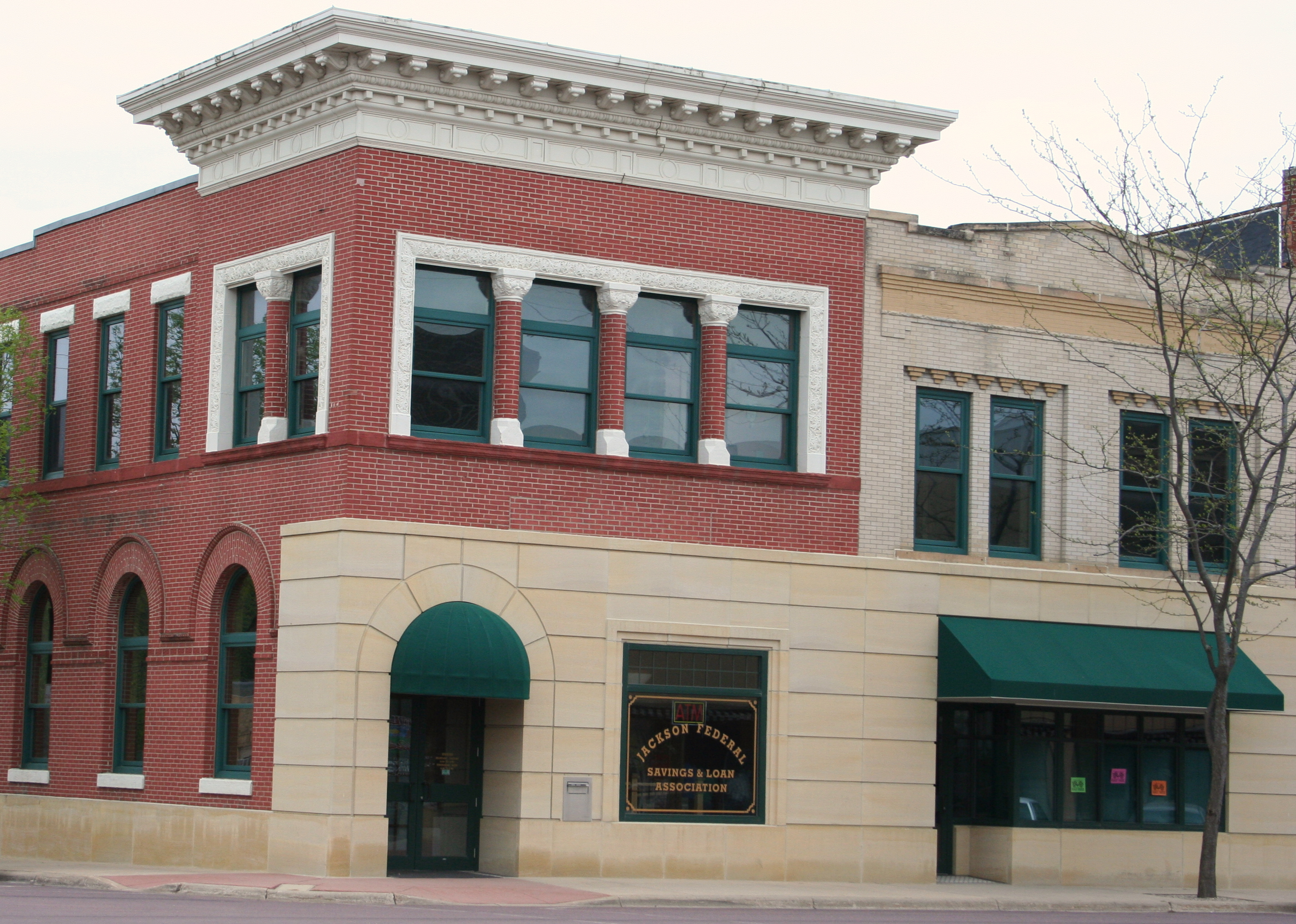
Jackson Federal Savings & Loan Building, gelistet im NRHP

Nach der Volkszählung im Jahr 2010 lebten im Jackson County 10.266 Menschen in 4526 Haushalten. Die Bevölkerungsdichte betrug 5,6 Einwohner pro Quadratkilometer. In den 4526 Haushalten lebten statistisch je 2,22 Personen.
Ethnisch betrachtet setzte sich die Bevölkerung zusammen aus 96,6 Prozent Weißen, 0,5 Prozent Afroamerikanern, 0,4 Prozent amerikanischen Ureinwohnern, 1,4 Prozent Asiaten sowie aus anderen ethnischen Gruppen; 1,1 Prozent stammten von zwei oder mehr Ethnien ab. Unabhängig von der ethnischen Zugehörigkeit waren 3,0 Prozent der Bevölkerung spanischer oder lateinamerikanischer Abstammung.
22,3 Prozent der Bevölkerung waren unter 18 Jahre alt, 57,9 Prozent waren zwischen 18 und 64 und 19,8 Prozent waren 65 Jahre oder älter. 49,1 Prozent der Bevölkerung war weiblich.

Das jährliche Durchschnittseinkommen eines Haushalts lag bei 47.455 USD. Das Pro-Kopf-Einkommen betrug 25.744 USD. 11,2 Prozent der Einwohner lebten unterhalb der Armutsgrenze.

## Ortschaften im Jackson County
Citys
| - Alpha - Heron Lake - Jackson | - Lakefield - Okabena - Wilder |

Census-designated place (CDP)
- Fish Lake

Unincorporated Community
- Miloma

## Gliederung
Das Jackson County ist neben den sechs Citys in 20 Townships eingeteilt:
| Township             | Einw. (2010) | FIPS     |
| -------------------- | ------------ | -------- |
| Alba Township        | 170          | 27-00604 |
| Belmont Township     | 218          | 27-04978 |
| Christiania Township | 249          | 27-11476 |
| Delafield Township   | 226          | 27-15436 |
| Des Moines Township  | 232          | 27-15769 |
| Enterprise Township  | 187          | 27-19484 |
| Ewington Township    | 244          | 27-20042 |

| Township            | Einw. (2010) | FIPS     |
| ------------------- | ------------ | -------- |
| Heron Lake Township | 333          | 27-28718 |
| Hunter Township     | 224          | 27-30482 |
| Kimball Township    | 129          | 27-33146 |
| La Crosse Township  | 156          | 27-33902 |
| Middletown Township | 227          | 27-41948 |
| Minneota Township   | 259          | 27-43108 |
| Petersburg Township | 232          | 27-50578 |

| Township                 | Einw. (2010) | FIPS     |
| ------------------------ | ------------ | -------- |
| Rost Township            | 211          | 27-55996 |
| Round Lake Township      | 166          | 27-56068 |
| Sioux Valley Township    | 192          | 27-60574 |
| Weimer Township          | 142          | 27-69016 |
| West Heron Lake Township | 181          | 27-69484 |
| Wisconsin Township       | 233          | 27-71212 |